# Bancoposten
Bancoposten är en tidning utgiven sedan 1916 av Riksbankstjänstemännens förening.
Den innehåll tidigare bland annat regelbundna översikter av artiklar i in- och utländska tidskrifter angående penning-, bank- och börsväsen med mera. Numera fungerar Bancoposten som Riksbankens personaltidning.